# Stamnodes oeneiformis
Stamnodes oeneiformis là một loài bướm đêm trong họ Geometridae.